# Rezerwat przyrody Łąka Sulistrowicka
Rezerwat przyrody Łąka Sulistrowicka – rezerwat florystyczny położony w gminie Sobótka, w powiecie wrocławskim, w województwie dolnośląskim, na północny wschód od Raduni, powyżej wsi Sulistrowiczki.
Został powołany w 1958 roku w celu ochrony zbiorowiska roślinności łąkowej z rzadkimi gatunkami roślin. Zajmuje powierzchnię 26,44 ha (akt powołujący podawał 26,37 ha). Obszar rezerwatu jest objęty ochroną czynną.
Jego flora odznacza się znacznym bogactwem gatunkowym (237 gatunków roślin naczyniowych) i dużą różnorodnością. Jest jednym z najcenniejszych rezerwatów florystycznych na Dolnym Śląsku, ponieważ rośnie tu 20 prawnie chronionych gatunków roślin naczyniowych, w tym mieczyk błotny, dla którego jest to obecnie jedyne znane stanowisko w kraju. Niestety, wskutek braku właściwej ochrony czynnej na przestrzeni prawie 50 lat, znaczna część łąk uległa naturalnej sukcesji leśnej, co spowodowało zanik wielu rzadkich gatunków (m.in. kosatka kielichowa, tojad pstry, dzwonecznik wonny i dziewięciornik błotny).  Oprócz ocienienia, nadmiar drzew powodował znaczne nagromadzenie opadniętych liści, które utrudniały kiełkowanie nasion i wzrost siewek. Okres ten przetrwały tylko najsilniejsze gatunki łąkowe.
| Ważniejsze gatunki: - goryczka wąskolistna - goryczka wiosenna - goździk pyszny - kosaciec syberyjski - pełnik europejski - mieczyk błotny - mieczyk dachówkowaty - turzyca Bueka - turzyca Davalla - chaber ostrołuskowy - głowienka wielkokwiatowa - strzęplica piramidalna - wężymord niski - gółka długoostrogowa - jaskier gajowy - przenęt purpurowy | Ważniejsze gatunki: - biegacz pomarszczony - chrząszcz Galeruca dahli - tygrzyk paskowany - pająk Cheiracanthium elegans - traszka górska - żaba trawna - jaszczurka żyworodna - sosnówka - czarnogłówka - rudzik - świstunka - ryjówka malutka - karlik malutki - nocek duży - gacek brunatny |